# Porolepiformes
Ordre
Les Porolepiformes forment un ordre éteint de poissons osseux à membres charnus du système géologique Dévonien, soit il y a environ entre 419,2 et 358,9 millions d'années.

## Description
Les espèces de porolépiformes étaient nombreuses, de tailles variables, pourvues de dents émaillées, d'écailles et de longues nageoires charnues, mobiles et articulées sur leur squelette interne. La majorité d'entre elles n'ont pas survécu à l'extinction massive du Dévonien supérieur (−370 Ma) mais elles restent parmi les ancêtres présumés des amphibiens et de tous les tétrapodes.

## Liste des familles
Selon BioLib (25 juillet 2019) :
- † famille Holoptychiidae
- † famille Porolepididae